# Samson Kayode Olaleye
Samson Kayode Olaleye (Kaduna, 6 ottobre 1988) è un calciatore nigeriano, attaccante del PVF-CAND.

## Carriera
In carriera ha giocato 22 partite nelle coppe asiatiche, di cui 6 per l'AFC Champions League e 16 per la Coppa dell'AFC, tutte con l'Hà Nội.

## Palmarès

### Club

#### Competizioni nazionali
- Campionato vietnamita: 4

Hà Nội: 2013, 2016, 2018, 2019

### Individuale
- Capocannoniere del campionato vietnamita: 1

2013 (14 gol, alla pari con Gonzalo Marronkle)